# Parabotia mantschurica
Parabotia mantschurica är en fiskart som först beskrevs av Berg, 1907.  Parabotia mantschurica ingår i släktet Parabotia och familjen nissögefiskar. Inga underarter finns listade i Catalogue of Life.